# Fluitconcert nr. 1 (Holmboe)
Fluitconcert nr. 1 opus 126 (Konserten for fløjte og orkester) is een compositie van Vagn Holmboe.
Holmboe schreef het werk voor de fluitist Gérard Schaub, de eerste en solofluitist van het Göteborg Symfonieorkest. Die combinatie onder leiding van Charles Dutoit gaf de première van het werk op 4 november 1976. Schaub was ook de solist tijdens de Deense première op 6 december 1977, toen begeleid door het Aalborg Symfoniorkester onder leiding van Jens Schrøder. Halmboe schreef een concerto voor dwarsfluit in de klassieke driedelige opzet snel-langzaam-snel. De dwarsfluit staat niet bekend vanwege haar grote dynamische bereik, Holmboe schreef in de begeleiding een uitgedund symfonieorkest voor. Hij gebruikt het orkest echter spaars in de ondersteuning. Wel begint het eerste deel (Allegro con spirito) met een tutti-inzet, waarna de hoboïst de inleiding geeft tot de solist. Deel 2 (Andante tranquillo) is een elegie, waarbij de solist moet omschakelen naar de altfluit, nog wat dynamisch beperkter dan de dwarsfluit. Deel 3 (Poco lento – Allegro – Piu allegro) vormt de speelse afsluiting van dit werk.
Vlak na dit fluitconcert leverde Holmboe zijn Tubaconcert op.
Orkestratie
- solo fluit
- 1 dwarsfluit, 1 hobo, 1 klarinet, 1 fagot
- 4 hoorns, 1 trompet
- pauken, 1 man/vrouw percussie
- violen, altviolen, celli, contrabassen

Concerto’sAltvioolconcert · Celloconcert · Concert voor blokfluit, strijkinstrumenten, celesta en vibrafoon · Concert voor orkest · Fluitconcert nr. 1 · Fluitconcert nr. 2 · Tubaconcert · Vioolconcert nr. 1 · Vioolconcert nr. 2
Kamerconcerto’sKamerconcert nr. 1 voor piano, strijkinstrumenten en pauken · Kamerconcert nr. 2 voor fluit, viool, strijkinstrumenten en percussie · Kamerconcert nr. 3 voor klarinet en kamerorkest · Kamerconcert nr. 4 voor pianotrio en kamerorkest · Kamerconcert nr. 5 voor altviool en kamerorkest · Kamerconcert nr. 6 voor viool en kamerorkest · Kamerconcert nr. 7 voor hobo en kamerorkest · Kamerconcert nr. 8 voor orkest · Kamerconcert nr. 9 voor viool, altviool en kamerorkest · Kamerconcert nr. 10 · Kamerconcert nr. 11 voor trompet en orkest · Kamerconcert nr. 12 voor trombone en orkest · Kamerconcert nr. 13 voor hobo, altviool en kamerorkest